# Schöndorf (Thuringe)
Pour les articles homonymes, voir Schöndorf.
Schöndorf est une municipalité allemande du land de Thuringe, dans l’arrondissement de Saale-Orla, au centre de l’Allemagne.